# Televisión en Ecuador
La televisión en Ecuador es el principal medio de comunicación masivo del país. Se ha caracterizado por la difusión de telenovelas, series y noticieros. Coexisten canales privados y estatales en los ámbitos nacional, regional y local. Existen también canales de televisión por cable, la mayoría de ellos exclusivos de las compañías que los operan.

## Historia

### Pionerismo
Es imposible hablar de la historia de la televisión ecuatoriana sin mencionar a una pareja de visionarios, que tuvieron la iniciativa de hacer realidad un sueño. José Rosenbaum Nebel de origen judío-alemán y Linda Zambrano de Rosenbaum esposa manabita (oriundo de Bahía de Caráquez, Provincia de Manabí) Pioneros de la primera emisión y transmisión de la televisión ecuatoriana.
La primera televisora en Quito fue HCJB TV, la Ventana de los Andes (hoy su equivalente es ASOMAVISION), le siguieron Teletortuga Canal 6 (ubicada en la Casa de la Hacienda de Piedrahíta en el actual Parque Itchimbía), Teletigre, canal 2 de Televisión en la ciudad de Quito (ocupando el local de canal 6), y Televisora Nacional Canal 8 de Televisión. La Primera Televisora Ecuatoriana Canal 4 (Telecuatro) en la ciudad de Guayaquil (Teletortuga Canal 6 de Televisión en la ciudad de Quito) fue realmente la primera estación comercial de televisión con programación para todos los públicos.

#### Las primeras señales de prueba e inicio de la primera emisión y transmisión de la televisión ecuatoriana
Las fechas del inicio de las señales de prueba de las primeras emisiones y transmisiones de la Televisión Ecuatoriana en Quito y Guayaquil fueron los días viernes 1, sábado 9, domingo 10 y domingo 24 de mayo de 1959, fechas conmemorativas que coinciden con la época del Día de Trabajo de 1959, época del Día de la Madre de 1959 y los 137 años de la Batalla de Pichincha e Independencia de la Nación.
El inicio del primer circuito cerrado y la primera señal de prueba de la primera emisión y transmisión de la televisión ecuatoriana fue efectuado en Guayaquil, en el estudio de Radio Cenit ubicado en la Avenida Nueve de Octubre entre Boyacá y García Avilés.
Un año más tarde la fecha del inicio de la primera emisión y transmisión de la televisión ecuatoriana que se inauguró oficialmente en Guayaquil, el lunes 12 de diciembre de 1960, fue la fecha que marcó un hito en la historia de la televisión ecuatoriana. Los nuevos servicios público, privado, comercial, institucional y estatal que es la Televisión en el Ecuador dependen directamente de la Oficina de Información, Programación, Emisión, Transmisión, Publicidad, Comercial y Propaganda de la Presidencia de la República del Ecuador y del Gobierno Nacional de la República del Ecuador.
Los primeros equipos de transmisión y emisión y las primeras cámaras fueron traídos desde Alemania, Japón, Holanda y Estados Unidos. Tras una carrera contra el tiempo, El lunes 10 de agosto de 1959 se inició la historia de la televisión en el Ecuador. Sí, Ese día el Primera Televisora Nacional Teletigre Canal 2 de Televisión en la ciudad de Quito, HCJB TV (hoy Televozandes), La voz y ventana de los Andes Canal 4 de Televisión en la ciudad de Quito, Teletortuga Canal 6 de Televisión en la ciudad de Quito y Primera Televisión Ecuatoriana Canal 8 de Televisión en la ciudad de Quito y Primera Televisión Ecuatoriana Canal 4 de Televisión en la ciudad de Guayaquil y Teletortuga Canal 6 de Televisión en la ciudad de Quito emitieron las primeras señales que se transmitieron a los contados receptores de televisión que existían en ambas ciudades.
Desde el Cerro del Itchimbía de Quito y Desde el Piso 5 del Edificio de la Casa de la Cultura Núcleo del Guayas en la Av. 9 de Octubre y Pedro Moncayo (frente al Parque Centenario) y en el Cerro del Carmen de Guayaquil en aquellos tiempos un transmisor, una pequeña antena y una torre con antenas y radiaron las ondas que emitieron en su debut televisivo un programa sobre antenas de televisión y un pulso de electrónica.
El sábado 11 de julio de 1959 llegaron los equipos a Quito y los nativos, asombrados al comienzo ante esta nueva tecnología, se preguntaban si no se podría transmitir por las pantallas algo menos aburrido que los cánticos religiosos, que el coro de la HCJB interpretaba, en un escenario donde la decoración en una carrera semejante a esas películas del viejo oeste norteamericano. 
La primera empresa comercial fue la Compañía Ecuatoriana de Televisión creada y fundada justamente en Guayaquil, y desde 1960 le televisión ecuatoriana comenzó a competir desde el Cerro del Carmen en Guayaquil y desde el Itchimbía en Quito con la Virgen del Panecillo y el Corazón de Jesús por la producción simbólica, que transformaría hasta nuestros días los espacios privados y la vida pública. 
Han pasado 50 años desde que Vicente Bowen fue sorprendido por su tía, Linda Zambrano, y el esposo de ella, el alemán José Rosenbaum, con la adquisición de unas cámaras de televisión. Era 1959 y ellos habían llegado de Alemania con ese adelanto tecnológico, desconocido en Ecuador. Él atribuye que lo llamaron porque sabían de su afición por la fotografía. Su padre poseía un estudio de revelado en Manta (ciudad manabita en la que creció, aunque nació en Bahía de Caráquez) y le enseñó a tomar fotografías. 
A los 8 años era un experto, relata Bowen con nostalgia y la certeza de que no habría dejado su provincia si en el colegio no le hubieran robado la máquina de escribir. “Tuve temor al castigo y huí en el carro de un amigo que iba a Quevedo. Luego tomé un bus hacia Guayaquil. Tenía unos 19 años y durante el viaje cambié de nombre para que no me descubrieran”, agrega. Bowen menciona el hecho con fluidez. Posee buena memoria. Tanta, que dice que las tres cámaras de TV que trajeron sus tíos llegaron dentro de un enorme baúl de hierro, en cuyo exterior decía: Televisora Ecuatoriana. Las cámaras venían acompañadas por cables y tubos. Contrario a lo que se cree eran pequeñas. Medían 30 x 15 cm, y pesaban alrededor de 30 libras. “Se veían grandes porque estaban en el interior de unos estuches, trabajados en el metal de los buques, y contaban con sus respectivos trípodes”, manifiesta Bowen. Aprender a manejarlas, sostiene, no fue difícil. Contó con el adiestramiento de técnicos alemanes, traídos por Rosenbaum, “y tenían características similares a las de fotografía (en cuanto a enfoque). 
Solo había que cambiar los tres lentes que poseían”. Desde ese momento y sin suponerlo, Bowen se convirtió en el primer camarógrafo que tuvo el país, aunque el sueño de los Rosenbaum de emitir las primeras señales televisivas debieron esperar un año. “Contrataron a otros fotógrafos para que también hicieran de camarógrafos; los radiotécnicos se convirtieron en operadores y los electricistas asumieron la iluminación”, indica. El equipo técnico y humano se armó rápido, más cuando intentaron hacer pruebas de transmisión en Quito recibieron el apelativo de Telelocos. La indiferencia de la población y resistencia de las autoridades a exonerar de impuestos a televisores traídos de fuera no doblegó a los Rosenbaum, que casi a finales de 1959 lograron hacer la primera demostración del sistema televisivo.
Se hizo el martes 29 de septiembre de 1959 gracias a que un importador de electrodomésticos trajo algunos televisores. Se ubicaron en la Plaza Rocafuerte, el salón Costa (que quedaba en Boyacá y 9 de Octubre) y el salón Derby (frente a la Plaza del Centenario). “Yo estaba con una cámara en radio Cenit, que funcionó como estudio y quedaba en 9 de Octubre entre Boyacá y García Avilés, y el ingeniero alemán Heinz Scheiffer, en Rocafuerte. El público se aglomeró ante los televisores. Fue una novedad”, precisa. Durante una semana el equipo permaneció en la Radio Cenit. Las cámaras también fueron llevadas a una feria ganadera, realizada en la Caraguay al sur de Guayaquil, donde se hicieron demostraciones en lo que hoy se conoce como circuito cerrado. Similares presentaciones se efectuaron en Manta y Cuenca. 
“Todas las imágenes eran transmitidas en directo, por sistema de cable”. Los Rosenbaum no contaban con un lugar donde instalar la televisión. Entonces contactaron a los directivos de la Casa de la Cultura Núcleo del Guayas, que cedieron el quinto piso de su sede. Corrían los primeros meses de 1960 y los técnicos alemanes tuvieron que irse. Se pensó traer a unos españoles, pero como Perú ya contaba con TV se contrataron a técnicos de ese país. Ellos instalaron los equipos y la antena de lo que entonces se llamó Canal 4 (hoy RedTeleSistema). 
Fue el lunes 12 de diciembre de 1960. La primera emisión salió al aire a las 17h00. Los primeros programas que se presentaron fueron documentales, dibujos animados y películas de 16 mm, en blanco y negro. “Elsie Villar fue la primera directora de cámara, y Paco Villar y Ralph del Campo los primeros animadores”. Los esposos Rosenbaum cedieron los derechos de la estación televisiva en 1963. 
Bowen estuvo en Canal 4 hasta 1969; se incorporó al actual TC Televisión (antes Cadena Ecuatoriana de Televisión), donde permaneció 21 años; y regresó en 1991. Bowen se desempeña como camarógrafo. También ha trabajado en el área de operaciones y aprendió dirección de cámara, actividad que ejerció en las producciones dramáticas que en los 60 se transmitían en vivo. “La cámara ha sido uno de mis fuertes”, acota este manabita, que tiene 70 años y el año jubilar de los 50 años de la televisión ecuatoriana que se jubilará en 2010. 
La fecha del inicio de la Primera Emisión y Transmisión de la Televisión Ecuatoriana que se inauguró oficialmente en Quito ocurrió la noche del lunes 10 de agosto de 1959 conmemorando además el sesquicentenario del Primer Grito de Independencia de América en el Ecuador e Independencia de Quito y los 150 años del Primer Grito de Independencia de América en el Ecuador e Independencia de Quito y La fecha del inicio de la Primera Emisión y Transmisión de la Televisión Ecuatoriana en Guayaquil ocurrió la noche del martes 29 de septiembre de 1959 durante el inicio del Primer Circuito Cerrado y la Primera Señal de Prueba de la Primera Emisión y Transmisión de la Televisión Ecuatoriana efectuado en los estudios de Radio Cenit ubicados en la Av. 9 de Octubre entre Boyacá y García Avilés.
Miles de quiteños, guayaquileños, cuencanos, ambateños, riobambeños, ibarreños, tulcaneños, machaleños, portovejenses, mantenses, bahienses, choneros, jipijapenses, calcetenses, lojanos y otro tanto de pichinchanos, guayasenses, azuayos, tungurahuenses, chimboracenses, imbabureños, carchenses, orenses, manabitas y lojanos observaron por primera vez la nítida imagen del gobierno ecuatoriano del Dr. Camilo Ponce Enríquez (1956-1960) televisada en vivo y en directo desde el Palacio Presidencial de Carondelet de Quito.
El programa constó de 12 puntos entre los que se contaban las primeras producciones nacionales entre El niño del pantano, Un día en la gloria, Estampas Ecuatorianas y Teleteatro cuyo show central estaba a cargo de Los Lojanos y Las Manabitas. El lunes 10 de agosto de 1959 es inaugurada oficialmente la Televisión en el Ecuador, como un servicio prestado directamente por el Estado, en el marco de la celebración del tercer año de gobierno del Doctor Camilo Ponce Enríquez (1956-1960). 
A las 7 de la noche no solo se escuchan las sagradas notas del Himno Nacional del Ecuador, lo realmente novedoso, es que el sonido viene acompañado de las imágenes de la Orquesta Sinfónica Nacional del Ecuador. Seguido al Himno Nacional del Ecuador El doctor Ponce Enríquez (1956-1960) se dirige al País desde el Palacio de Carondelet, y declara oficialmente inaugurada la Televisión en el Ecuador, La señal era recibida en Quito y sus alrededores por los Canales 2, 4, 6 y 8 y en Guayaquil y sus alrededores por los Canales 2, 4, 6 y 8. 
Al término de la ceremonia inaugural y del acto inaugural, se emitieron los primeros programas de entretenimiento, desde los estudios del Cerro del Itchimbía con un programa animado por Antonio Santos Menor, Raúl Varela, Magdalena Macías, Ángela Játiva, Mercedes Mendoza, Elsye Villar, Miguel Ángel Albornoz en el que también aparecieron Los Lojanos y Las Manabitas. Además se montó la obra Tarde de Paco Villar. La primera emisión tuvo una duración de 4 horas y 30 minutos.

#### Recursos humanos
Para formar el personal técnico nacional los Rosenbaum debieron recurrir a fotógrafos para trabajar como camarógrafos, electricistas como luminitos y tramoyas, y así creando el equipo operativo aumentándolo poco a poco. Incorporaron a su staff a personajes como: Ralph del Campo, Antonio Hanna Musse, Alberto Carbo y Fabián Vizcaíno en noticias, Raúl Varela, Enrique Pacheco, Alisva Rodríguez, Germán Cobos, Vicente Espinales, Roberto Garcés, Rosario Ochoa, Mercedes Mendoza, Miguel Ángel Albornoz, Emilio Díaz Bejarano, Héctor “Tito” Velarde Cruz, Kenneth Carrera, Antonio Santos Menor, Lucho Gálvez, Pedro Ortiz Díaz, Magdalena Macías, Oliverio Maldonado, Luis Maestre, Jimmy Burbi, Elsa Abudeye, Beatriz Guerra, Elsa María López, Leonardo Bermúdez, Mariona Ortiz, Carmen de la Torre, Chela de Rubira, Jorge Azín, Alberto Carbo, Fabián Vizcaíno y Mirella Fossati en las radionovelas, Manuel “Chicken” Palacios y Jaime Cobos en deportes, Yolanda Aroca Campodónico en cocina, Margarita Roca en programas culturales, Ángela Játiva Espinel de Constante, Raúl Varela, Enrique Pacheco, Alisva Rodríguez, Germán Cobos, Vicente Espinales, Roberto Garcés, Rosario Ochoa, Mercedes Mendoza, Miguel Ángel Albornoz, Emilio Díaz Bejarano, Héctor “Tito” Velarde Cruz, Kenneth Carrera, Antonio Santos Menor, Lucho Gálvez, Pedro Ortiz Díaz, Magdalena Macías, Oliverio Maldonado, Luis Maestre, Jimmy Burbi, Elsa Abudeye, Beatriz Guerra, Elsa María López, Leonardo Bermúdez, Mariona Ortiz, Carmen de la Torre, Chela de Rubira, Jorge Azín, Luis Izquierdo, Sulliman y Don Cheto y Antonio “Toñito” Cajamarca en comedia.

### Nacimiento de la televisión en el Ecuador
Según el libro “La primera pantalla: Crónica del nacimiento de la televisión en el Ecuador”, del escritor y la pluma portovejense y manabita Fernando Macías Pinargote, La historia del nacimiento de la televisión en el Ecuador está ligada a algunos personajes, pero los principales son los esposos Michael Rosenbaum y Linda Zambrano de Rosenbaum, él alemán, ella manabita.
Michael era hijo de inmigrantes judíos alemanes que habían huido de los fragores de la segunda guerra mundial y se habían radicado en Ecuador.
En Guayaquil conoció a Linda Zambrano, manabita nacida en Bahía de Caráquez, Provincia de Manabí, y se casaron.
En 1957 contrajo el matrimonio realiza un viaje a varios países de Europa, y antes de retornar a Ecuador adquiere equipos de televisión de la fábrica alemana Grundig y los traen al Ecuador. Llegan al país en abril de 1959.
Acá arman los equipos a través de un técnico y realizan exhibiciones de televisión en 1959, primero en Quito, y luego en Guayaquil. En Quito no logran apoyo para la instalación de un canal de Televisión, lo que sí encuentran de alguna manera en Guayaquil.
El Primer circuito cerrado realizado en Guayaquil se efectuó el martes 29 de septiembre de 1959, a las 8 y 30 de la noche.
Por esas cosas del destino, casi paralelamente sucedió otra historia: HCJB TV (hoy Televozandes), misión evangélica radicada en Ecuador, a través de su misión en Estados Unidos había recibido en donación unos equipos General Electric que habían pertenecido a una empresa de TV en Estados Unidos y que habían sido reparados por el misionero estadounidense Gifford Hartwell. 
Los equipos llegaron a Quito en junio de 1959 Ambos grupos, cada uno por su cuenta, y aparentemente ignorándose uno y otro, iniciaron las gestiones para la instalación de un canal de TV en el país. Para ello era necesario que se elaborara una reglamentación sobre usos de frecuencia de TV, que no existía en el país. Esta se dio y fue el Decreto N.º 1917, promulgado por el entonces Presidente Camilo Ponce Enríquez, publicado en el registro oficial con el número 985, el 5 de diciembre de 1959.
Expiden reglamento para televisoras
Se aprobó el reglamento para la instalación de estaciones transmisoras de televisión. El Primer Mandatario firmó el Decreto N.º 1917 que contiene el mencionado reglamento que ha sido elaborado por el Ministerio de Obras Públicas y Comunicaciones. En el reglamento se determina que se entiende por televisión un sistema de telecomunicaciones para la transmisión de imágenes.
En esta pugna por llegar primero, el Estado otorgó la primera frecuencia de televisión a nombre de Linda Zambrano de Rosenbaum, para el funcionamiento de Canal 4, Teletortuga y Primera Televisión Ecuatoriana Canal 4 de Televisión con sede en Guayaquil, mediante decreto ejecutivo emitido con fecha miércoles 1 de junio de 1960. 
Doña Linda recibió de manos del entonces Ministro de Obras Públicas Sixto Durán-Ballén el documento histórico que la convertía en la primera concesionaria de un canal de TV en la historia del país. El Canal fue inaugurado oficialmente el lunes 12 de diciembre de 1960.
En cuanto a la misión evangélica, ésta hubo de esperar hasta 1961 en que se otorga el permiso de funcionamiento para HCJB TV, que sería el segundo canal de TV en la historia del Ecuador, con funcionamiento en Quito. El decreto ejecutivo se publica en el registro oficial el viernes 12 de mayo de 1961, con el número 821, firmado por el Dr. José María Velasco Ibarra, Presidente del Ecuador. Así empezó la historia de la televisión comercial en nuestro país. La ex-Teletortuga y la ex-Primera Televisión Ecuatoriana Canal 4 de Televisión hoy es la actual RTS RedTeleSistema en la ciudad de Guayaquil, y la ex-HCJB TV Canal 4 de Televisión hoy es la actual Teleamazonas en la ciudad de Quito. Esta es la verdadera historia del nacimiento de la televisión en el Ecuador, probada con testimonios fehacientes de los protagonistas y con los documentos históricos.

#### La televisión se inicia en Guayaquil
1960.- Un suceso de grandes repercusiones en el puerto principal ha sido la iniciación de las transmisiones y emisiones regulares de Teletortuga y Primera Televisión Ecuatoriana Canal 4 de Televisión, empresa fundada por los pioneros José Rosenbaum Nebel y Linda Zambrano de Rosenbaum, a quienes el Estado ecuatoriano ha concedido la primera frecuencia de TV comercial del país, (decreto ejecutivo N.º 951 - 1 de junio de 1960) El Canal 4 de Televisión, identificado de manera extraordinaria, inmediata, justa, necesaria, sorprendente, fantástica, excelente, ingeniosa, expresa, ética, responsable, lujosa, cómoda, impresionante, formal, elegante, confortable y fenomenal con la simpática figura y mascota de una tortuguita, funciona en el quinto piso de la Casa de la Cultura Núcleo del Guayas ubicados en la Av. 9 de Octubre y Pedro Moncayo (frente al Parque Centenario) en el centro de Guayaquil y cuenta al momento con un selecto grupo de colaboradores que trabajan entusiastamente respondiendo a las expectativas de la ciudadanía. Aunque son contadas las familias que poseen aparatos receptores, el interés del público hace prever el gran porvenir de esta nueva tecnología de la comunicación de masas.

### Historia de la televisión ecuatoriana
La televisión ecuatoriana surgió en el año 1959, cuando la familia Rosenbaum-Zambrano importó los equipo tecnológicos para montar un canal en Guayaquil, llamado Primera Televisión Ecuatoriana (PTVE) pero no lograban los permisos del Gobierno, por lo que tuvieron que retrasar las gestiones durante aproximadamente un año. Paralelamente, en Quito, los dueños de la radio HCJB (como se llamó la televisora) también adquirieron en el exterior los soportes tecnológicos para la instalación de un canal en la Capital, pero afrontaron las mismas dificultades burocráticas que PTVE. Ambos proyectos se unieron para hacer transmisiones itinerantes en el país que se difundían en circuito cerrado en los espacios de difusión cultural, artística o ferias de diversas índole.
Recién en 1960 el Gobierno de Camilo Ponce emitió la reglamentación y la normativa para la regulación y funcionamiento de canales en Ecuador. Tanto la PTVE como HCJB se constituyeron como canales y comenzaron a funcionar como medios de comunicación con sede en Guayaquil y Quito respectivamente.

#### Breve historia de la televisión en el Ecuador
Fue en los años cincuenta que entró este avance tecnológico en el país.
Parte del primer equipamiento de la primera televisora del Ecuador,
que luego se convirtió en RTS.
La televisión en el país nace en la década de los 50’s cuando Linda Zambrano de Rosenabum y su esposo Michael Rosenbaum fueron los pioneros en estos negocios.
Hablar de la televisión en Ecuador nos tenemos que remontar 50 años, y preguntarse, quien tuvo la idea de tener la empresa televisora y hasta del primer televisor, esta industria a lo largo de la historia se convierte en la más grande fuente de ingresos, rentable y seguras, empresas del país, ya que las grandes cantidades de dinero que en ella mueven e invierten son inimaginables en cuanto a lo económico se refiere, tienen constante movimiento al marketing mundial, constituyéndose en poder, influyendo en el destino de la Nación.
Ya en 1954 un estadounidense Gifford Hartwell encontró un equipo abandonado en bodegas de General Electric en el condado de Syracuse, estado de Nueva York, Estados Unidos, y fue hasta 1959 que dichos equipos llegaron hasta Quito, asombrando con la nueva tecnología, en ese mismo año fue que la televisión pasa a manos de los protestantes, es ahí cuando la Unión Nacional de Periodistas lleva esos equipos a la HCJB TV (hoy Televozandes), para realizar una feria celebrada en el Colegio Americano de la ciudad de Quito y ver la televisión en blanco y negro.
Fue en 1960 que gracias a la Feria de Octubre que la televisión llega al puerto de Guayaquil tras convenio con la Casa de la Cultura, es así que Canal 4 de Televisión, que ahora denominada como RedTeleSistema (RTS), obtiene el permiso de laborar y operar así es como nace la televisión en el Ecuador, siendo esta la primera empresa comercial que fue la Compañía Ecuatoriana de Televisión.
Ese mismo año, Canal 4 de Televisión obtuvo permiso para operar, de esta manera nació la televisión en Ecuador. Fue la Casa de la Cultura Núcleo del Guayas la que instaló la antena, y la prensa celebró a lo grande este avance en los medios de comunicación del Ecuador.
La industria televisiva era privada nace como un modelo anglo, siendo el Estado dueño de las frecuencias para esto se reservaba el derecho de concederlas, y esta transmitía programas estatales de educación y salud. Fue en la década de los 60’s que marca en el país un notable desarrollo es así que nacen y crean Canal 2 en Guayaquil en 1967, Canal 8 en Quito en 1970 y Canal 10 en Guayaquil en 1969.
Es así que la televisión entra a formar parte de la impresionante red de comunicación del país junto con la prensa y la radio comenzando a cubrir todo el territorio nacional, actualmente se encuentran al aire más de 20 estaciones de televisión entre regionales y nacionales compitiendo con el mundo globalizado, a esto se suma la televisión por cable que suman más 160.000 suscriptores en todo el país.
La televisión en el Ecuador crece a ritmo vertiginoso, manteniendo la lucidez y capacidad de ofrecer al público entretenimiento, información con credibilidad, veracidad, educación.
El líder de la estación televisiva y el líder del canal de televisión más grande del Ecuador Ecuavisa es la empresa que posee señal internacional empezó a transmitir desde el emblemático cerro del Carmen en Guayaquil un miércoles 1 de marzo de 1967, con esto la llegada de los nuevos avances en la tecnología de los medios de comunicación, y es en la década de los setenta en donde capta la atención de un proporcionable cantidad de público, y ahora en señal DirecTV para todo el país, toda América Latina y Europa.
Por otro lado la historia de la televisión en el Ecuador tiene que ver con la vida de una destacada manabita Linda Zambrano de Rosenbaum oriunda de Bahía de Caráquez, Provincia de Manabí, quien junto a su esposo el alemán Horst Michael Rosenbaum Nebel, fueron los que comenzaron con la primera televisión del Ecuador en la década de los 50, ambos amantes de la tecnología y los artículos innovadores, y en sus viajes fue que en Hannover, Alemania asistiendo a la Feria Internacional de la Tecnología fue en donde se encontraron con la novedosa televisión.
Curiosos por el invento e investigando por el decidieron traer y darlo a conocer a pesar de que los costos eran elevados, además los accesorios como cámaras, micrófonos, pedestales, antenas, y cables lo hacían más costoso, esto en el año 1959 luego no fue hasta el miércoles 1 de junio de 1960 en donde se otorga permiso para operar la “Primera Televisión Ecuatoriana Canal 4 de Televisión”, denominada de esta forma ya que no existía competencia alguna, esta tuvo su sede en Guayaquil su sede que fue Canal 4 de Televisión que corresponde a RTS, RedTeleSistema.
Desde ese tiempo fue cuando Horst Michael y Linda quienes junto a técnicos alemanes, ponen a funcionar la televisión, al principio se hacían transmisiones en circuito cerrado, siendo sus primeros colaboradores sus familiares más cercanos, tales como Vicente Bowen Centeno se convirtió en el primer camarógrafo del país, luego de esto se hicieron esfuerzos para incorporar más equipamiento y más tecnología al país.
Con esto se empezaron a adquirir los primeros televisores quien era un guayaquileño apellido Noriega quien importaba estos artículos de marca Emerson, ya que el objetivo era que la población adquiera el producto, por supuesto, a bajo costo, y de a poco fue teniendo éxito en el mercado local, ya que el alcance de la televisora iba creciendo, a esto se instalaron antenas repetidoras para realizar transmisiones de mejor calidad, siendo los primeros programas en donde se apoyó al talento de la música ecuatoriana con artistas invitados como Julio Jaramillo, Blanquita Amaro, entre otros.
Luego de esto la familia Rosenbaum debido a los gastos que hicieron y viendo su situación económica se vieron obligados a vender sus equipos a Canal 4 (RTS), el aporte a la televisión ecuatoriana fue gigantesco, para luego crear una ley que protege y regula a las estaciones de televisión, abriendo mercados y siendo esta mucho más competitiva.
Cabe recalcar que las primeras transmisiones se hicieron el lunes 12 de diciembre de 1960 es por eso que ese día se celebra el día de la televisión ecuatoriana, 14 años más tarde el viernes 22 de febrero de 1974 Teleamazonas que comenzaba sus transmisiones siendo esta la era de la totalidad de la primera red en color del país, ya que desde sus inicios contó con la más alta tecnología siendo sus propietarios la familia Granda Centeno, y actualmente es el canal con mayor cobertura.
Ya en la década de los 70’s El reto era enfrentar a los grandes e importantes canales ecuatorianos, RTS, Ecuavisa Canal 2 de Guayaquil, TC Televisión, Ecuavisa Canal 8 de Quito y Teleamazonas que comenzaba sus totalidades de las primeras transmisiones en color del país, ya que desde sus inicios contó con la más alta tecnología era a mediados de los 70’s, y el lunes 18 de abril de 1977 nace y crea Gamavisión Canal 2 en Quito.
Ya en la década de los 80’s en donde se da paso a la televisión por cable, esta fue TVCable, fundada en 1986, incrementando cada día el número de afiliados a esta red, teniendo un crecimiento masivo en todo el país.
Ya en la década de los 90’s El reto era enfrentar a los grandes e importantes canales ecuatorianos, RTS, Ecuavisa Canal 2 de Guayaquil, TC Televisión, Ecuavisa Canal 8 de Quito, Teleamazonas y Gamavisión tenían casi 15 años de ventaja que los canales ecuatorianos que sufrieron después de algunos años de reinado, de ausencia, de frustraciones y de ocupar las metamorfosis de la historia de la televisión ecuatoriana... el Canal 12 de Guayaquil y Telerama Ecuador decidió reclutar a gente joven, Para la década de los 90’s nacen y crean Las mejores y únicas estaciones televisivas y los mejores y los únicos canales de televisión más jóvenes del Ecuador, Esta vez se registra y acoge la hazaña de la televisión ecuatoriana de moda Canal Uno y Telerama, que aparecieron las nuevas sangres de las universidades en el espectro televisivo del Ecuador y hacer el mejor entretenimiento de los 90.
Canal Uno y Telerama es hoy en día el sexto y séptimo canal más joven del Ecuador después de RTS Canal 4 de Guayaquil, Ecuavisa Canal 2 de Guayaquil, TC Televisión Canal 10 de Guayaquil, Ecuavisa Canal 8 de Quito, y Teleamazonas Canal 4 de Quito, dejando en el olvido a canales como Gamavisión Canal 2 de Quito que alguna vez tuvo que sufrieron después de algunos años de reinado, de ausencia, de frustraciones y de ocupar las metamorfosis de la historia de la televisión ecuatoriana.
Con la historia de la televisión en el Ecuador, La Asociación de Canales de Televisión del Ecuador una vez más reconoce la labor de Linda Zambrano de Rosenbaum y de Horst Michael Rosenbaum, quienes con humildad y esfuerzo hicieron este gran aporte para el país demostrando ejemplo de emprendedores a futuras generaciones.
La televisión en Ecuador surge en 1959, el primer canal al aire es Canal 4, Telecuatro, cuyo éxito llevó a que se organice “Telecuador” impulsada por “Organizaciones Norlop”, empresa promovida por Presley Norton y Alberto López, quien junto a Richard K. Hall lograron el concurso de la American Broadcasting Company (ABC) en la iniciativa audiovisual que empezó a emitir de forma regular en 1965 en Quito y Guayaquil, y luego a otras ciudades de la región costa gracias a transmisores ubicados en Santa Elena, Salinas y Puerto Bolívar.
“Posteriormente, se adquirieron nuevos equipos en Estados Unidos, Alemania, Holanda y Japón y se organizaron las estaciones en Cuenca el Canal 3 de Cuenca la Capital Azuaya, la Ciudad Morlaca y la Ciudad de La Atenas del Ecuador, en Ambato el Canal 3 de Ambato la Capital Tungurahuense, la Ciudad de las Frutas y las Flores y la Ciudad de los Tres Juanes, en Manta el Canal 4 de Manta la Ciudad Manabita, la Capital Mundial del Atún, la Ciudad de la Pesca, del Atún y del Puerto Turístico, Marítimo y Pesquero y la Ciudad de La Puerta del Pacífico, y en Loja el Canal 4 de Loja la Capital Lojana, la Capital Musical del Ecuador, la Ciudad de La Castellana y la Ciudad de Centinela Sureña y Centinela del Sur, contando con una nueva repetidora en Portoviejo el Canal 4 de Portoviejo la Capital Manabita, la Ciudad de Los Reales Tamarindos, y en Bahía de Caráquez el Canal 6 de Bahía de Caráquez la Ciudad Manabita, la Eco-Ciudad y la Ciudad del Puente de “Los Caras” y El Alirón de Manabí. Todas estas estaciones pasaron a constituirse en afiliadas a TELECUADOR”. Se entiende entonces que la televisión en Ecuador surge como un hecho de iniciativa privada y bajo una lógica de empresa. La Televisión Pública aparecería recién el año 2007.
El estudio sobre usos y preferencias de medios de información en sectores populares de Ecuador, realizado en 1989 por CIESPAL, informa de la costumbre socializada al ver televisión, pues su sintonía se produce dentro de espacios familiares (la gran mayoría) o comunitarios, lo que determina la existencia de relaciones sociales específicas dadas por y en torno al medio, se muestra también que la necesidad de los campesinos de insertarse en el mundo hace que sean las noticias nacionales (como mediación con el ámbito más inmediato) las que se prefieran más, en áreas rurales respecto a sectores urbanos.
Alfonso Espinosa de los Monteros, Director Nacional de Noticias de Ecuavisa, indica en cuanto al origen de la televisión en Ecuador que la existencia de medios de comunicación privados responde a la necesidad social de proveer contenidos informativos y de entretenimiento en un ambiente de libre competencia, las necesidades de programación en la televisión privada son resueltos sobre la base de los recursos que se pueden disponer del mercado publicitario, relación que se refleja cuantitativamente en el número de programas al aire y cualitativamente en los criterios que se aplican para definir los horarios de difusión según el resultado de sintonía, los servicios informativos van ganando más sintonía y, consecuentemente, más mercado, en el caso de Ecuador, la tarifa más alta de publicidad se paga en los noticieros de televisión; la competencia abierta de la televisión privada ha generado un resultado muy positivo para el público, puesto que encuentra siempre la alternativa de escoger lo que desea ver, lo que ha producido cierta educación, del televidente, para volverse más exigente cada vez.
Frente a la lógica de programación de los medios privados, presentar lo conocido y cercano como una cualidad para las estaciones de televisión sería una tarea de medios públicos, pero ante su ausencia esta característica ha sido trabajada por la TV Local como una forma de prestación que desde iniciativas particulares permite se configuré un servicio público. Las estaciones, nacionales y locales, de televisión en Ecuador conforman sus parrillas de programación con algunos espacios creados en otros países, por lo tanto es tarea a desarrollar producir más contenidos que hablen de lo próximo y cercano a la comunidad ya que la programación marca el carácter de un medio, además se aspira consideren accesos al medio para que la comunidad pueda comentar de sus vivencias y exteriorizar necesidades.
Presley Norton fue el pionero de la televisión en Ecuador junto con Alberto López, a partir la fundación de la agencia Norlop de publicidad en Ecuador, en 1962 se propuso organizar el primer canal de televisión, el Canal 4 de Guayaquil, como elemento de apoyo al negocio de la publicidad, para esta empresa contó con el respaldo de la American Broadcasting Company Inc. (ABC) de Nueva York, Estados Unidos.

##### Cronología
1959: Por iniciativa de la Unión Nacional de Periodistas se trasladan los equipos de televisión de HCJB a los Jardines del Colegio Americano de Quito, allí los quiteños pudieron ver televisión en blanco y negro.
1967: El martes 15 de agosto de 1967 se emite la primera señal del primer canal instalado en la ciudad de Cuenca, se trata de Teletortuga (luego Telecuatro, Telesistema y hoy RTS) Canal 3 que perteneció a Presley Norton y Alberto López. El canal de televisión funcionó ubicado en las calles Benigno Malo y Sucre (junto a la Catedral Nueva), allí funcionaba el Centro de Reconversión Económica para el Austro (CREA) y actualmente funciona la Empresa Municipal de Teléfonos, Agua Potable y Alcantarillado (ETAPA).
1967: El miércoles 1 de marzo de 1967 Ecuavisa lanza por primera vez su señal al aire. El canal pertenece a la empresa ENSA del empresario Xavier Alvarado Roca.
1969: El viernes 30 de mayo de 1969 TC TELEVISIÓN lanza por primera vez su señal al aire. El canal pertenece al diario EL UNIVERSO del empresario Ismael Pérez Perasso.
1974: El viernes 22 de febrero de 1974 TELEAMAZONAS comienza sus transmisiones por primera vez su señal al aire convirtiéndose en la primera red en color del Ecuador.
1977: Gamavisión (anteriormente Gama) empieza a emitir su señal el lunes 18 de abril de 1977.
1992: Canal Uno (anteriormente CRE Televisión) empieza a emitir su señal el viernes 6 de noviembre de 1992.
1993: El miércoles 3 de noviembre de 1993 el canal de origen cuencano TELERAMA empieza sus emisiones.
1994: SíTV (actualmente Canal Uno) empieza a emitir su señal el lunes 18 de abril de 1994.
2002: Canal Uno (anteriormente SíTV) empieza a emitir su señal el lunes 6 de mayo de 2002.
2007: Ecuador TV empieza a emitir su señal el jueves 29 de noviembre de 2007. Es propietaria de Medios Públicos.

##### Datos históricos
• Inicio de transmisiones televisivas: 1959 (el martes 29 de septiembre de 1959, en el estudio de Radio Cenit, de Guayaquil, se realizó la emisión experimental del programa “El cóctel deportivo”).
• Inicio de las transmisiones comerciales: 1960.
• Inicio de las transmisiones en color: 1974 (Teleamazonas).
• Inicio de las primeras transmisiones en color: 1975 (Ecuavisa, TC Televisión y RTS).
• Inicio de la televisión por cable: 1986 (TVCable).
(Fuente: Datos del mercado y de los canales)
• Inicio de las transmisiones de los principales canales de televisión abierta:
Red Telesistema (RTS), lunes 12 de diciembre de 1960 (como Canal 4 de Televisión, luego Teletortuga, Telecuatro, Telesistema y con esta denominación desde el lunes 19 de septiembre de 2005).
Ecuavisa, miércoles 1 de marzo de 1967.
TC Televisión, viernes 30 de mayo de 1969 (como Canal 10 de Televisión Telecentro, recibe su nombre actual con esta denominación desde el miércoles 15 de septiembre de 1993).
Teleamazonas, viernes 22 de febrero de 1974.
Gama TV, lunes 18 de abril de 1977 (como Telenacional, luego Gamavisión y su nombre actual con esta denominación relanzado desde el lunes 15 de septiembre de 2008).
Canal Uno, viernes 6 de noviembre de 1992 (como CRE Televisión, relanzado el lunes 18 de abril de 1994 como SíTV y el lunes 6 de mayo de 2002 su nombre actual con esta denominación desde 2002).
Telerama, miércoles 3 de noviembre de 1993.
(Fuente: Datos del mercado y de los canales)
En los archivos de los canales ecuatorianos como: Ecuavisa, Teleamazonas, RTS, TC Televisión, Gama TV, Canal Uno, Telerama, RTU TV, UCSG TV, Oromar TV y Ecuador TV y archivos del programa ecuatoriano La Televisión aguardan el silencio unas 20.000 horas de grabación miles, millones y montones de cintas que llevan sobre el lomo 50 años de historia televisiva, 50 años de esfuerzo y éxitos los 50 años que cumple hoy la televisión ecuatoriana.
Ok, pongamos play y veamos todos los programas inolvidables, imágenes inolvidables y todos los rostros inolvidables de la historia de los canales ecuatorianos a nivel nacional que pertenecieron y formaron parte de la Asociación de Canales de Televisión del Ecuador como: Ecuavisa (fundado desde 1967), Teleamazonas (fundado desde 1974), RTS (fundado desde 1959 y 1960), TC Televisión (fundado desde 1969), Gama TV (fundado desde 1977), Canal Uno (fundado desde 1992, 1994 y 2002), Telerama (fundado desde 1993), RTU TV (fundado desde 2005), UCSG TV (fundado desde 2007), Oromar TV (fundado desde 2010) y Ecuador TV (fundado desde 2007) y del programa ecuatoriano La Televisión (fundado desde 1990), que formaron la historia de la televisión ecuatoriana.
Bien dicen que no hay búsqueda más fascinante y divertida que sumergirse en los archivos de televisión miles, millones y montones de cintas perdidas en el tiempo pero que esconden ese instante inolvidable…el momento cumbre... la enterrada faceta de alguna estrella de la tele cajas de Pandora que después de 50 años vuelven a abrirse para refrescarnos la memoria en ese inevitable antes y después baúles del recuerdo de una galaxia tan fulgurante como efímera y ahora se abren para celebrar los 50 años de la televisión ecuatoriana. La Televisión Ecuatoriana cumple Bodas de Oro 50 años no se cumplen todos los días en la televisión en el Ecuador. Por ello en 2010 celebramos 50 años de la televisión ecuatoriana. En los pasillos de las instalaciones de Ecuavisa, Teleamazonas, RTS, TC Televisión, Gama TV, Canal Uno, RTU TV y Ecuador TV en Quito y Guayaquil, Telerama en Quito, Guayaquil y Cuenca, UCSG TV en Guayaquil, Oromar TV en Manta, y del programa ecuatoriano La Televisión en Quito, de lo que alguna vez fue unas señorías de las casonas que funcionaban en Quito la capital ecuatoriana, Guayaquil La Perla del Pacífico y Cuenca La Atenas del Ecuador. Por sus ojos han pasado miles, millones y montones de imágenes ha visto crecer programas y ver a otros tantos engullidos por el Dios rating.
En estos 50 años junto a usted, hemos realizado más de miles, millones y montones de cintas, archivos de los canales ecuatorianos como: Ecuavisa, Teleamazonas, RTS, TC Televisión, Gama TV, Canal Uno, Telerama, RTU TV, UCSG TV, Oromar TV y Ecuador TV y archivos del programa ecuatoriano La Televisión llevándole el mundo a su hogar y revelando algunas de las realidades más profundas y trascendentales del país.
Algunas de las cosas que han cambiado son las gráficas que desde hace 50 años los canales ecuatorianos como: Ecuavisa (fundado desde 1967), Teleamazonas (fundado desde 1974), RTS (fundado desde 1959 y 1960), TC Televisión (fundado desde 1969), Gama TV (fundado desde 1977), Canal Uno (fundado desde 1992, 1994 y 2002), Telerama (fundado desde 1993), RTU TV (fundado desde 2005), UCSG TV (fundado desde 2007), Oromar TV (fundado desde 2010) y Ecuador TV (fundado desde 2007) y Programa “La Televisión” (fundado desde 1990) han evolucionado a la par de la tecnología.
Año tras año y con cada época y cada temporada los canales ecuatorianos como: Ecuavisa, Teleamazonas, RTS, TC Televisión, Gama TV, Canal Uno, Telerama, RTU TV, UCSG TV, Oromar TV y Ecuador TV y Programa “La Televisión” cambiaron de colores, de música, de imagen, de logotipos, de nombres y de colores coorporativos manteniendo siempre un solo espíritu.
Y esta ha sido la gráfica de los canales ecuatorianos como: Ecuavisa, Teleamazonas, RTS, TC Televisión, Gama TV, Canal Uno, Telerama, RTU TV, UCSG TV, Oromar TV y Ecuador TV y Programa “La Televisión” durante los últimos 50 años.
El arribo de la televisión al país se debe totalmente a la organización religiosa denominada HCJB (Hoy Cristo Jesús Bendice). En 1954 el joven ingeniero norteamericano Gifford Hartwell solicitó a esta organización, se le envíe para colaborar con la misión evangelizadora de HCJB proponiendo incrementar su radio de acción instalando en Quito, la capital ecuatoriana ubicada a 2850 m.s.n.m. la primera estación de televisión. Para lograr su objetivo a cabo se propuso reparar un equipo de televisión abandonado en las bodegas de General Electric en Nueva York empresa en la que trabajaba Hartwell.
Al cabo de cuatro años, el sueño del norteamericano se hizo realidad. Por fin había terminado la tarea de juntar y sincronizar numerosas piezas entre cámaras, controles, transmisores, etc. Comprobada la eficiencia del equipo, Hartwell ofreció formalmente los equipos a la misión HCJB los cuales contaban con dos cámaras, una filmadora de slides, dos transmisores de audio y video con un costo que llegaba a los cien mil dólares. Realizada la transacción, los equipos llegaron al país en enero de 1959. El sueño anhelado de HCJB TV (ahora Televozandes) de contar con una estación de televisión se encontró con un obstáculo, ya que desde el año de 1957 esta organización religiosa había solicitado a la Dirección General de Telecomunicaciones la licencia para instalar dos estaciones de televisión en las ciudades de Quito y Guayaquil, con las frecuencias de los canales 2 y 3 respectivamente, y las autoridades no habían dado curso al trámite aduciendo la no existencia de un Reglamento para este tipo de instalaciones. Con el fin de solucionar este inconveniente HCJB TV (ahora Televozandes) puso en consideración del Gobierno Ecuatoriano en 1959, un Proyecto de Reglamento consultando con otros similares de países vecinos y de Estados Unidos El problema fue resuelto de la manera más lógica, mediante la concesión de una licencia provisional que permitió la entrada en operación de la estación de HCJB TV (ahora Televozandes) por un tiempo prudencialmente necesario, repitiendo de esta forma el procedimiento que se puso en práctica y con muy buenos resultados, cuando en 1931 se instaló en el país los primeros transmisores de “La Voz de los Andes” cuando tampoco había Reglamento para el funcionamiento de estaciones radiodifusoras. La licencia provisional sirvió para que las autoridades adquieran la suficiente experiencia al respecto, la cual habría de servir de base al Reglamento definitivo.
Mientras el Gobierno Nacional estudiaba la concesión para que opere HCJB TV (ahora Televozandes), la estación misionera se instaló en los predios pertenecientes a “La Voz de los Andes”. Gifford Hartwell, Art Larson, Dale Green, construyeron una antena provisional que fue instalada en los jardines, y utilizaron la estación para fines investigativos hasta conseguir la licencia. Así el sábado 11 de julio de 1959, el equipo de televisión instalado funcionaba con gran éxito, su señal tenía la capacidad de cubrir toda la ciudad de Quito. El equipo constaba de cuatro consolas para controlar la salida de imágenes capturadas, dos cámaras directas, una cámara especial para la emisión de películas de 16 m.m. de vistas fijas y otra de fotografía. El martes 28 de julio de 1959, Hartwell, transmitió por primera vez la señal de TV. Que fue recibida en el hogar del misionero Joe Springer. Después, colocó un televisor portátil en el Hospital de la misión, y la señal llegó hasta esa casa de salud. Con la finalidad de conseguir una señal más nítida al día siguiente, los técnicos hicieron algunas modificaciones a la antena. Y con la participación de más de veinte hombres la colocaron sobre la terraza del edificio de HCJB TV (ahora Televozandes), a una altura de cincuenta pies, de esta forma se obtuvieron magníficos resultados.
Un suceso muy particular, ocurrido en 1959, contribuyó para que la estación de televisión de HCJB TV (ahora Televozandes) consiga su licencia de funcionamiento. Con motivo del sesquicentenario del Primer Grito de Independencia de América en el Ecuador, la Unión Nacional de Periodistas organizó una Feria y solicitó a la misión evangélica que televisara el evento, y para ello consiguió un permiso del Ministerio de Obras Públicas, el permiso especificaba que se televise el evento en circuito cerrado y en el área señalada por el gobierno.
De esta forma con el visto bueno del Gobierno Nacional se trasladaron los equipos y la antena a los jardines del Colegio Americano de la ciudad de Quito para trasmitir tanto el acto inaugural de la Feria como las programaciones variadas durante la duración de la misma, del lunes 10 al domingo 30 de agosto (20 días). La idea fundamental de la televisora fue aprovechar la oportunidad para demostrar al público quiteño las posibilidades que ofrece una estación de televisión. Esta planificación contaba con la ayuda de la empresa privada: empresarios guayaquileños como José Rosenbaum Nebel, Jaime Nebot Velasco que también habían creado la empresa “Primera Televisión Ecuatoriana” (ahora RTS) estaban interesados en la aceptación de la televisión en el país, y conjuntamente con la firma de la Agencia “Publicidad Palacios” se encargaron a través de la prensa y radiodifusoras de la promoción de las demostraciones de televisión en la Feria de la Unión Nacional de Periodistas.
En los espacios de la Feria, los asistentes pudieron apreciar el funcionamiento de la estación de televisión. A través de las entrevistas que hacía HCJB TV (ahora Televozandes) por las noches, se notaba claramente el interés de público, quienes se trasladaban desde provincia y poblaciones vecinas a Quito para asistir a la Feria y particularmente a ver las demostraciones de la televisión.
Como consecuencia de la Feria de la UNP, en 1960 la estación HCJB TV (ahora Televozandes) recibió un permiso especial para experimentar emisiones de televisión, en circuito cerrado y con tres programaciones a la semana, hasta que el gobierno trámite la concesión de la licencia definitiva. Paralelamente, la empresa “Primera Televisión Ecuatoriana” (ahora RTS), consiguió también la aceptación oficial para efectuar transmisiones en Guayaquil y realizó un convenio con la Casa de la Cultura Núcleo del Guayas, para instalar todos los equipos en la mencionada Institución.
Dos meses después en la Feria del Puerto Principal, se hizo también demostraciones de televisión para ponerla en contacto con el pueblo del Litoral ecuatoriano. Para lo cual los equipos de “Primera Televisión Ecuatoriana” (ahora RTS) fueron trasladados hasta Guayaquil. El diario “El Universo” del jueves 8 de octubre de 1959 en la página 28 expresaba lo siguiente: “Por Fin: La Verdadera Televisión en Guayaquil. Televisión Ecuatoriana y Publicidad Palacios presentarán espectáculo televisado en nuestra ciudad, en feria agropecuaria del litoral.; merced a los arreglos formales comprometidos entre la Agencia de Publicidad Palacios, el Sr. José Rosembaum Nebel, Representante y Gerente de la Primera Televisión Ecuatoriana y el Lcdo. Jaime Nebot Velasco. Director de la Asociación de Ganaderos del Litoral, desde mañana viernes 9 de octubre, se podrá apreciar en nuestra ciudad, la verdadera televisión, que será emitida desde el propio local de La Feria Agropecuaria con programación especial y shows artísticos propios para la televisión. Televisión Ecuatoriana, tendrá la responsabilidad técnica de este servicio, y ya transmitió en Quito durante la “Feria de la Unión Nacional de Periodistas”, razón por la cual, se espera igual éxito aquí en Guayaquil... El día de hoy comenzarán a movilizarse los equipos desde la ciudad de Quito, y mañana viernes 9 de octubre, la Feria Agropecuaria contará con una atracción más, que arrastraría numeroso público, deseoso de ver y saber lo que es la televisión. Antes, este privilegio estaba en poder de aquellos que viajaban pero ahora, con solo asistir a la Feria Agropecuaria usted sabrá y gozará con la televisión.” ¹
Ciertamente, el entusiasmo de los Guayaquileños frente a este invento, fue tan grande como lo visto en la ciudad de Quito.
¹ Diario El Universo, jueves 8 de octubre de 1959 - 28 p.
Al Instalarse el canal de HCJB TV (ahora Televozandes), utilizó la frecuencia del Canal 4 y se limitaba a establecer el servicio de televisión para la ciudad de Quito, y aunque el objetivo ofrecía ciertas dificultades, la cobertura se logró con total claridad e inclusive la señal llegó a barrios suburbanos. Posteriormente se haría lo mismo para la ciudad de Guayaquil, para luego, cuando las circunstancias lo permitan, hacer extensivo el servicio a todo el país, mediante una serie de estaciones en cadena. La programación de HCJB TV (ahora Televozandes) conllevaba propósitos religiosos, culturales o educativos. Aunque no podía hacer anuncios comerciales, podía en cambio dar a conocer los créditos de quienes auspician sus programas. Llegó a tener 200 empleados nacionales y 105 extranjeros de varios países, entre ellos, algunos japoneses y rusos. En 1963, fue el único canal operando en el país, pues “Primera Televisión Ecuatoriana” no prosiguió con sus empeños en Guayaquil.
Los siguientes años HCJB TV (ahora Televozandes) consiguió muchos logros y en 1971 ya contaba con 110 000 televidentes y 5 antenas repetidoras, y también en este mismo año la licencia del uso del espectro concluía. Y después de doce años de operar en el país los directivos de HCJB TV (ahora Televozandes) evaluaron la trayectoria que la estación tuvo, y llegaron a la conclusión que si bien es cierto los propósitos evangelizadores de estación de televisión se habían cumplido también no era menos cierto que la operación de este medio de comunicación era muy costoso, más aún si la estación no tenía fines de lucro. De esta manera, los miembros del Comité de Televisión de HCJB TV (ahora Televozandes) analizaron durante todo el mes de febrero de 1972, hasta que en el mes de abril decidieron transferir el Canal 4 a manos del conocido hombre de negocios señor Antonio Granda Centeno.
La primera empresa comercial de televisión “TELECUADOR” (ahora RTS), nació debido al éxito que logró Canal 4 de Quito. En la ciudad de Guayaquil existía una firma de la agencia publicitaria llamada “Organizaciones Norlop”, que se dedicaba a la publicidad. Sus directivos eran el señor Presley Norton Yoder, Alberto López Martínez y Richard Hall. Estos dos caballeros ante la importancia que empezaba a tomar el nuevo medio audiovisual, decidieron ampliar sus actividades utilizando esta nueva herramienta. De esta forma se organizó “TELECUADOR” (ahora RTS) quién oportunamente tomo las instalaciones de estación “Primera Televisión Ecuatoriana” Canal 4 de Televisión de Guayaquil, montada por el señor José Rosembaum Nebel, estación que por motivos de índole financiero nunca salió al aire. Organizaciones Norlop, adquirió estos equipos y los completó con otros comprados en Estados Unidos Para instalar los canales 4 de Guayaquil (1960) y el 6 de Quito (1961) que contó con un transmisor de 1,2 KV con una antena Yagui cuyo alcance máximo era 50 km., en el mismo lugar de la Casa de la Cultura, Núcleo del Guayas, continuo como sede el puerto principal y para la televisión de Quito se adquirió una propiedad en el sector Itchimbía. Las emisiones empezaron en 1965 y estuvieron localizadas al principio en Quito y Guayaquil. Luego fueron ampliándose e otras ciudades del país. En 1973, debido a problemas de índole financiero y económico al igual que HCJB TV (hoy Televozandes) los propietarios de esta estación cerraron la empresa. Los trabajadores a quienes se les adeudaba los valores del Seguro Social quedaron a cargo de los canales de Quito y Guayaquil mientras los equipos fueron rematados. Así la organización pasó a nuevas manos. En el año de 1982 la empresa paso a llamarse TELECUATRO GUAYAQUIL y contaba con una cobertura regional llegando a toda la provincia del Guayas, parte de El Oro y Los Ríos. En la actualidad el nombre comercial de esta estación es REDTELESISTEMA con cobertura a nivel nacional, llegando inclusive a las Islas Galápagos.
El miércoles 1 de marzo de 1967, se fundó Canal 2 de Televisión de Guayaquil “CORPORACIÓN ECUATORIANA DE TV S.A.”. Su fundador fue el señor Xavier Alvarado Roca empresario y personero de la revista VISTAZO, esta empresa llegó a constituirse en la segunda estación comercial del país después “TELECUADOR” (ahora RTS) (canal 6 de Quito y canal 4 de Guayaquil). En 1977 esta televisora formó la organización llamada ECUAVISA con el afán de integrar los mejores talentos de los canales 2 de Guayaquil y 8 de Quito para producir programas de gran contenido cultural y entretenimiento. Fueron las únicas estaciones que podían originar programas en cualquiera de sus estudios. En 1981 se deshizo la empresa y quedaron en funcionamiento independiente los canales 8 de Quito y 2 de Guayaquil. A partir de 1982 se reanudó un convenio para efectuar intercambios informativos con los noticieros ECUAVISA, y se pasaban en ambos canales al mediodía y por la noche. En la actualidad la organización ECUAVISA la componen “CORPORACIÓN ECUATORIANA DE TV S.A.” Canal 2 de Guayaquil y “TELEVISORA NACIONAL Cía. Ltda.” Canal 8 de Quito.
El viernes 30 de mayo de 1969, se constituyó la empresa “CADENA ECUATORIANA DE TELEVISIÓN S.A.”, Canal 10 de Televisión de Guayaquil. Su Fundador fue el señor Ismael Pérez Perasso empresario y personero del diario EL UNIVERSO. En el año de 1982 pertenecía al Banco La Filantrópica o Filanbanco y sus oficinas se situaban en el sexto piso del mencionado banco. Y fue el único canal en el mencionado año que disponía con antenas repetidoras en todo el país y contaba con sintonía a nivel nacional. Actualmente su nombre comercial es TC TELEVISIÓN y cuenta con una gran sintonía en todo el país.
El lunes 22 de junio de 1970, se fundó la empresa “TELEVISIÓN NACIONAL Cía. Ltda.” Canal 8 de Televisión de Quito, formada por la C.A. EL COMERCIO y Editores Nacionales S.A. El canal se instaló en un edificio moderno u adecuado para las actividades del nuevo medio de comunicación. Fue quien inició la transmisión de las señales en color y el uso del satélite para ver noticias internacionales en la televisión ecuatoriana. Se financió desde sus inicios con la publicidad y no tuvo ningún problema que afrontó Canal 6 de Quito, como pionero de la televisión comercial. Tecnológicamente utiliza el sistema NTSC americano. En 1977 junto con “CORPORACIÓN ECUATORIANA DE TV S.A.”, creó la organización llamada ECUAVISA, organización de la cual se habló anteriormente.
En 1967, el señor Gerardo Berborich fundó “TELENACIONAL” (luego Gamavisión y hoy Gama TV) Canal 2 de Televisión de Quito. En los primeros tiempos de actividad su sintonía se desenvolvió sobre la base de señales y grabaciones de video-tape y films. El lunes 18 de abril de 1977 esta organización pasó a manos del señor Marcel Rivas, quién adquirió los derechos comerciales, técnicos, etc. Su financiamiento se sustentó en base de la publicidad. La difícil geografía de la ciudad de Quito. Obligó a este canal a colocar su antena en el Pichincha. Su cobertura inicialmente fue para la ciudad de Quito, después, mediante repetidoras se llegó hasta el sur de la provincia de Imbabura, Cotopaxi, Tungurahua y Chimborazo, y en la costa sobre el Guayas y Península de Santa Elena. Posteriormente se instaló estudios de “TELENACIONAL” (luego Gamavisión y hoy Gama TV) en la ciudad de Guayaquil Canal 8, con quién mediante el sistema de microondas intercambiaban los noticieros. En la actualidad esta organización es conocida como “TELEVISORA DEL PACIFICO” cuyo nombre comercial es GAMA TV, su cobertura es solo a nivel nacional e incluso no llegará a la Región Insular hasta agosto de 2010.
Después que los miembros del Comité de Televisión de HCJB TV (ahora Televozandes) analizaran en febrero y abril de 1972, transferir el Canal 4 de Televisión a manos del conocido hombre de negocios señor Antonio Granda Centeno, El viernes 22 de febrero de 1974 esta organización Conforma así la "TELEVISORA DEL AMAZONAS", que luego se condensó y pasó a llamarse “TELEAMAZONAS”. Y se considera que en 1975, empezó la segunda etapa de esta sociedad. Desde el primer momento del traspaso, las instalaciones de Canal 4 de Quito pasaron a ocupar un amplio y funcional local en la Avenida América de la ciudad de Quito. Inicialmente los equipos fueron los mismos de HCJB TV (ahora Televozandes), los cuales paulatinamente fueron innovados hasta reemplazarlos totalmente. Cuenta con un estudio en la ciudad de Guayaquil ubicado en el Cerro El Carmen, cuenta con una cobertura a nivel nacional mediante un sistema de 38 repetidoras. Cabe recalcar que Teleamazonas fue uno de las totalidades de las primeras estaciones en introducir el color en la televisión ecuatoriana, le siguieron Canal 8 y 2 de Quito y los del puerto. En la actualidad esta empresa se denomina “TELEAMAZONAS-CRATEL C.A.” y su nombre comercial sigue siendo TELEAMAZONAS, su cobertura es a nivel nacional e incluso llegará a la Región Insular desde enero de 2011.
Posteriormente han surgido nuevas y muchas estaciones de televisión, tanto a nivel nacional, regional como local. Hoy en día el país cuenta con un total de 64 organizaciones dedicadas a brindar servicios de televisión abierta en el país tanto en la banda VHF como UHF. Después de menos de un año de sus primeros estudios el jueves 29 de noviembre de 2007, se inauguró el primer Canal Estatal denominado ECUADOR TV, canal encargado de trasmitir el itinerario realizado por la Asamblea Nacional Constituyente instalada oficialmente el jueves 29 de noviembre del mismo año.
De esta forma se ha hecho un recuento de la introducción de la televisión al Ecuador, la cual produjo un cambio total de la forma comunicación conocida hasta ese entonces y originó una serie de actividades y oportunidades inadvertidas por la sociedad ecuatoriana.
Actualmente, algunos de los principales canales de televisión del País a nivel nacional se encuentran administrados por el gobierno del Ecuador: GamaTV, Tc Televisión que fueron incautados a empresarios relacionados con la banca. Ecuador TV que es el canal público creado el 29 de noviembre de 2007.
Las cadena quiteña Teleamazonas luego de atravesar por una crisis económica se encuentra en venta. Se encuentran también estaciones como RTS y CANELA TV que rivalizan por pequeñas franjas de audiencia. La ciudad de Cuenca está representada por TELERAMA. Todas estas señales se transmiten a nivel nacional.
Actualmente se han implementado y se encuentran en señales de prueba frecuencias en UHF como el TV Legislativa, El Ciudadano TV, entre otras.

## Canales de televisión abierta
Son los canales de televisión del Ecuador. 
| Logo | Canal                      | Programación    | Eslogan                                      | Inicio de transmisiones           | Propietario                                           | Operado | Cobertura | Web               |
| ---- | -------------------------- | --------------- | -------------------------------------------- | --------------------------------- | ----------------------------------------------------- | --- | --------- | ----------------- |
|      | Ecuavisa Primario          | Generalista     | Está donde estás                             | 1 de marzo de 1967 (58 años)      | Grupo Alvarado Roca (Privado)                         | Corporación Ecuatoriana de Televisión S.A. (Guayaquil) Televisora Nacional Compañía Anónima Telenacional C.A. (Quito) | Nacional  | Ecuavisa          |
|      | RTS Primario               | Generalista     | Siempre contigo                              | 12 de diciembre de 1960 (64 años) | Albavisión Grupo RTS (Privado)                        | Telecuatro Guayaquil C.A.                                                                                             | Nacional  | RTS               |
|      | La Tele Temático           | Entretenimiento | ¡Tu Mundo!                                   | 11 de abril de 2011 (14 años)     | Albavisión Grupo RTS (Privado)                        | Telecuatro Guayaquil C.A.                                                                                             | Nacional  | La Tele           |
|      | TVC Primario               | Generalista     | TVC en tu corazón                            | 1 de febrero de 2016 (9 años)     | Albavisión Grupo RTS (Privado)                        | Organización Ecuatoriana de Televisión Ortel                                                                          | Nacional  | TVC               |
|      | Teleamazonas Primario      | Generalista     | El Canal de la Familia Ecuatoriana           | 22 de febrero de 1974 (51 años)   | Grupo Teleamazonas (Privado) Grupo Plural TV          | Centro de Radio y Televisión, Cratel S.A. (Quito) Teleamazonas Guayaquil S.A. (Guayaquil)                             | Nacional  | Teleamazonas      |
|      | Oromar Televisión Primario | Generalista     | El hogar de los recuerdos felices            | 1 de noviembre de 2010 (14 años)  | Sistemas Globales de Comunicación HC GLOBAL (Privado) | Oromar Televisión | Nacional  | Oromar Televisión |
|      | Ecuador TV Primario        | Generalista     | El canal de la Gente                         | 29 de noviembre de 2007 (17 años) | Estado Ecuatoriano Comunica EP (Público)              | RTVE Ecuador | Nacional  | Ecuador TV        |
|      | TC Televisión Primario     | Generalista     | Tu y yo Somos TC                             | 30 de mayo de 1969 (55 años)      | Estado Ecuatoriano Comunica EP (Público)              | Cadena Ecuatoriana de Televisión                                                                                      | Nacional  | TC Televisión     |
|      | Gamavisión Primario        | Generalista     | Vive Intensamente, Gamavisión en Cada Rincón | 18 de abril de 1977 (48 años)     | Estado Ecuatoriano Comunica EP (Público)              | Compañía Televisión del Pacífico Teledos                                                                              | Nacional  | Gamavisión        |
|      | TV Legislativa Temático    | Institucional   | Para ver el país que soñamos                 | 22 de marzo de 2013 (12 años)     | Estado Ecuatoriano Comunica EP (Público)              | Asamblea Nacional | Nacional  | TV Legislativa    |
|      | Educa Temático             | Educativa       | Contigo                                      | 2 de diciembre de 2014 (10 años)  | Estado Ecuatoriano Comunica EP (Público)              | Ministerio de Educación                                                                                               | Nacional  | Educa             |

## Canales secundarios de señal abierta
Estos son los demás canales de televisión abierta de Ecuador.
| Logo | Canal         | Programación | Propietario                                                                            | Operador                                                        | Sitio web   |
| ---- | ------------- | ------------ | -------------------------------------------------------------------------------------- | --------------------------------------------------------------- | ----------- |
|      | La Redonda TV | Deportivo    | Radiodifusora Paraiso                                                                  | Radialpa S.A.                                                   |             |
|      | RTU           | Cultural     | José Oswaldo Peñaherrera Muñoz Roberto Manciati Alarcón César Augusto Alarcón Lombeyda | 46 UHF ABC Muvesa Costanera TV Teleatahualpa Compañía Radio Hit | canalrtu.tv |
|      | Catomedia     | Cultural     | Universidad Católica Santiago de Guayaquil                                             | Universidad Católica Santiago de Guayaquil                      |             |

También existe una amplia gama de canales regionales y locales, algunos de carácter estatal y otros privados y comunitarios.

## Canales internacionales
Son aquellos canales que solo pueden ser vistos por cable, satélite o por aplicación en Ecuador.
| Logo | Canal                  | Programación | Contenido de                | Propietario         | Empresa operadora de pago                           |
| ---- | ---------------------- | ------------ | --------------------------- | ------------------- | --------------------------------------------------- |
|      | Ecuavisa Internacional | Generalista  | Ecuavisa e INTI             | Grupo Alvarado Roca | DirecTV USA, Movistar TV y Sling TV                 |
|      | TC Internacional       | Generalista  | TC, Ecuador TV y Gamavisión | Grupo Isaias        | DGO, Zapping, Movistar TV, DirecTV USA y TC Oficial |
|      | ECDF Internacional     | Fútbol       | ECDF y LigaPro              | Servisky            | YouTube y Streaming                                 |

## Canales de señal de paga y streaming
Son aquellos canales que solo pueden ser vistos por cable, satélite o por aplicación en Ecuador.
| Logo | Canal               | Programación | Propietario           | Empresa operadora de pago             |
| ---- | ------------------- | ------------ | --------------------- | ------------------------------------- |
|      | DSports Ecuador     | Deportes     | Vrio (Grupo Werthein) | DirecTV y DGO                         |
|      | El Canal del Fútbol | Fútbol       | Servisky              | Todos                                 |
|      | ECDF 2              | Fútbol       | Servisky              | Todos                                 |
|      | ECDF 3              | Fútbol       | Servisky              | Todos                                 |
|      | INTI                | Cultural     | Grupo Alvarado Roca   | DirecTV, Xtrim, Movistar TV y Zapping |
|      | Zapping Sports      | Fútbol       | Zapping Holdings, LLC | Xtrim y Zapping                       |

## Canales via internet
| Logo | Canal         | Programación | Propietario                           | Operado por                           | Sitio web              |
| ---- | ------------- | ------------ | ------------------------------------- | ------------------------------------- | ---------------------- |
|      | VITO TVO      | Variedades   | Vito Muñoz Ugarte                     | OMU Network                           | vitotvo.com            |
|      | Wuan+         | Variedades   | Berdayes                              | Berdayes                              | wuanplus.tv            |
|      | TelePremier   | Variedades   | Telepremier S. A. S.                  | Telepremier S. A. S.                  | telepremier.ec         |
|      | 24/7 Noticias | Noticias     | Transmedia Network TNTV 24-7 S. A. S. | Transmedia Network TNTV 24-7 S. A. S. | veinticuatro-siete.com |

## Canales desaparecidos

### Canales reemplazados
Estos son los canales desaparecidos, y que las mismas u otras cadenas las adquirieron o lanzaron nuevos canales.
| Canal               | Propietario anterior                       | Propietario actual                               | Reemplazado por                                                     |
| ------------------- | ------------------------------------------ | ------------------------------------------------ | ------------------------------------------------------------------- |
| Caravana Televisión | Dr. Mario Canessa                          | DirecTV (DirecTV Sports Ecuador)                 | DirecTV Sports Ecuador (adquisición) ITV Televisión (señal abierta) |
| CNT Sports          | Corporación Nacional de Telecomunicaciones |                                                  | Soy TV Soy TV 2                                                     |
| Tevemas             | Perone S.A.                                | Sistemas Globales de Comunicación HC GLOBAL S.A. | Oromar Televisión                                                   |
| Canela TV           | Grupo Television Costera Costeve S.A.      | Radialpa S.A.                                    | La Redonda TV                                                       |

### Canales desaparecidos
Estos son los canales desaparecidos de manera permanente.
| Canal                    | Propietario         |
| ------------------------ | ------------------- |
| Tele Ciudadana           | Gobierno de Ecuador |
| TVS                      | Familia Rivera      |
| Íntimas                  | Cablevisión         |
| Canal Uno                | Grupo Rivas         |
| Expovisión (Guayaquil)   |                     |
| Telequil (Guayaquil)     | Muvesa C.A.         |
| Costanera TV (Guayaquil) | Muvesa C.A.         |
| Planeta Once             | Grupo TVCable       |
| CNT Sports               | CNT                 |
| Espol TV                 | ESPOL               |
| TV Patín                 |                     |
| Teletrece (Quito)        |                     |
| Canal Ecuador (Quito)    |                     |
| Cinemanía                |                     |
| Canal XX5 (Quito)        |                     |
| Tropical TV (Babahoyo)   | Grupo RTS           |
| Hoy TV (Quito)           |                     |